# Sengkerang
Sengkerang is een bestuurslaag in het regentschap Centraal-Lombok van de provincie West-Nusa Tenggara, Indonesië. Sengkerang telt 6835 inwoners (volkstelling 2010).